# Тіулешть
Тіулешть, Тіулешті (рум. Tiulești) — село у повіті Хунедоара в Румунії. Входить до складу комуни Томешть.
Село розташоване на відстані 332 км на північний захід від Бухареста, 42 км на північний захід від Деви, 93 км на південний захід від Клуж-Напоки, 123 км на північний схід від Тімішоари.

## Населення
За даними перепису населення 2002 року у селі проживала 161 особа, усі — румуни. Усі жителі села рідною мовою назвали румунську.